# Хроніки української революції
«Хроніки української революції» — український документальний фільм про українську народну революцію.

## Інформація про фільм
Короткий опис національно-визвольних змагань України під час Першої світової війни. Охоплює період Центральної Ради, Гетьманату і Директорії.